# Herbie Roberts
Herbert „Herbie“ Roberts (* 19. Februar 1905 in Oswestry; † 19. Juni 1944) war ein englischer Fußballspieler und Fußballtrainer.

## Leben und Karriere
Roberts erster Klub war Oswestry Town in seiner Heimatstadt. Während er bei Town Fußball spielte, arbeitete er nebenbei als Polizeibeamter. Im Dezember 1926 unterschrieb er einen Vertrag beim FC Arsenal. Sein Debüt gab er am 18. April 1927 gegen Aston Villa. Er spielte als Vorstopper bei den Gunners. Mit dem FC Arsenal wurde er fünfmal englischer Meister und zweimal englischer Pokalsieger. International spielte er einmal für die englische Fußballnationalmannschaft gegen Schottland bei einem Freundschaftsspiel am 28. März 1931. 1938 musste Roberts seine Karriere wegen eines gebrochenen Fußes beenden. Nach seinem Karriereende wurde er Trainer der zweiten Mannschaft des FC Arsenal, ehe er zum Zweiten Weltkrieg von der Britischen Armee eingezogen wurde. Roberts starb im Dienst am 19. Juni 1944 im Alter von nur 39 Jahren an einem Erysipel.

### Stationen
- Oswestry Town
- FC Arsenal (1927–1938) (335 Einsätze/fünf Tore)

### Erfolge
- 4 × englischer Meister mit dem FC Arsenal (1931, 1933, 1934, 1935)
- 1 × englischer Pokalsieger mit dem FC Arsenal (1936)